# Papiamento de Aruba
El Papiamento de Aruba es un dialecto del idioma Papiamento que se habla en la isla de Aruba. Se trata de una lengua criolla cuyo léxico procede del español y el portugués principalmente (sin que se pueda realmente diferenciar de cuál de ellos) y mezclada con palabras de origen neerlandés, inglés, francés, la lengua indígena arahuaca y diversas lenguas africanas.
Para algunos lingüistas, el idioma está basado en un criollo africano-portugués que los esclavos llevaron de África y ha ido evolucionando con el tiempo debido a las colonizaciones y la posición geográfica de las islas, enfrente de la costa continental de Venezuela. La palabra Papiamento (parlamento) proviene de papia, evolución del español y portugués antiguos: papear, ‘hablar’

## Ortografía
La ortografía en Aruba es más parecida a la española, mientras que las ortografías de Bonaire y Curazao es más parecida a la neerlandesa:
Aruba: Mi ta gusta hopi e bida aki. E isla ta bunita y e gente ta amigabel.
Curazao: Mi ta gusta hopi e bida akí. E isla ta bunita i e hende ta amigabel.